# Equació de Slutski
En economia, l'equació de Slutski (o identitat de Slutski), denominada a partir del matemàtic, estadístic i economista ucraïnès Ievgueni Slutski (1880-1948), descriu canvis en la demanda marshalliana en relació amb la demanda hicksiana.
La matriu de Slutski o Descomposició de Slutski és un mètode per determinar la derivació de la funció de demanda hicksiana fonamentalment inobservable per al preu de la demanda marshalliana potencialment observable; l'equació resultant es diu equació de Slutski. Resulta que la descomposició de Slutski pot trencar el canvi a la demanda d'un bé causat per un canvi de preu en una substitució i un efecte d'ingressos.
En altres paraules demostra que els canvis a la demanda com a conseqüència de canvis en el preu són el resultat de dos efectes:
- un efecte substitució, resultat d'un canvi en la taxa de substitució entre dos béns; i
- un efecte renda, l'efecte del canvi en el preu resulta en un canvi en el poder adquisitiu del consumidor.

Cada element de la matriu de Slutski ve donat per

{\displaystyle {\partial x_{i}(p,w) \over \partial p_{j}}={\partial h_{i}(p,u) \over \partial p_{j}}-{\partial x_{i}(p,w) \over \partial w}x_{j}(p,w),\,}

on:
- {\displaystyle h(p,u)} és la demanda hicksiana i
- {\displaystyle x(p,w)} és la demanda marshalliana, a un nivell de preus p, un nivell de riquesa w i un nivell d'utilitat u.

El primer element representa l'efecte substitució, i el segon element representa l'efecte renda.

La mateixa equació es pot reescriure com:

{\displaystyle D_{p}x(p,w)=D_{p}h(p,u)-D_{w}x(p,w)x(p,w)^{\top },\,}

on Dp és la derivada pel que fa al preu i Dw és la derivada pel que fa a la riquesa.
L'equació {\displaystyle D_{p}h(p,u)} es coneix com l'equació de Slutski.

## Derivació
Si bé hi ha diferents maneres per derivar l'equació de Slutski, el següent mètode és generalment considerat ser el més simple. Es comença notant la relació {\displaystyle h_{i}(p,u)=x_{i}(p,e(p,u))} on {\displaystyle e(p,u)} és la funció de despesa. Diferenciant l'equació anterior dona el següent:

{\displaystyle {\frac {\partial h_{i}(p,u)}{\partial p_{j}}}={\frac {\partial x_{i}(p,e(p,u))}{\partial p_{j}}}+{\frac {\partial x_{i}(p,e(p,u))}{\partial e(p,u)}}\times {\frac {\partial e(p,u)}{\partial p_{j}}}}

Fent ús del fet que {\displaystyle e(p,u)=w} i
{\displaystyle {\frac {\partial e(p,u)}{\partial p_{j}}}=h_{j}(p,u)=h_{j}(p,v(p,w))=x_{j}(p,w)} on {\displaystyle v(p,w)} és la funció d'utilitat indirecta, es pot substituir i reescriure la derivada anterior com l'equació de Slutski.